# Joseph Duguay
Pour l’article homonyme, voir Duguay.
Joseph Duguay (27 avril 1816-2 août 1891) fut un marchand et homme politique fédéral du Québec.

## Biographie
Né à Baie-du-Febvre dans le Bas-Canada, il servit comme capitaine dans le 2e Bataillon du Régiment de milice de Yamaska de 1858 à 1869 et également comme capitaine dans la 6e Brigade de la division régimentaire de Yamaska de 1869 à 1882.
Élu député du Parti conservateur dans la circonscription fédérale de Yamaska en 1872, il ne se représenta pas en 1874.
Son fils, Joseph-Nestor Duguay, fut député provincial de Yamaska de 1874 à 1875.